# Agnes Zimmermann

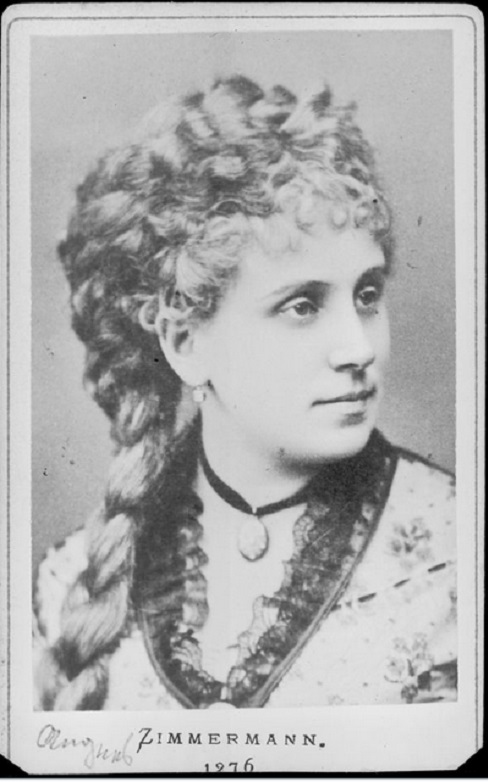
Agnes Zimmermann, 1876

Agnes Marie Jacobina Zimmermann (* 5. Juli 1847 in Köln; † 14. November 1925 in London) war eine deutsche Konzertpianistin und Komponistin, die in England lebte.

## Biographie
Zimmermann zog mit ihrer Familie nach England und wurde als Neunjährige in die Royal Academy of Music aufgenommen. Dort waren Reginald Steggall und Cipriani Potter ihre Lehrer. Später studierte sie unter Ernst Pauer und Sir George Macfarren. Zimmermann erhielt 1860 und 1862 ein Kings Scholarship. 1863 debütierte sie im Crystal Palace mit Beethoven's Emperor Concerto.
Nachdem Zimmermann ihr Studium beendet hatte, ging sie 1879, 1880, 1882 und 1883 auf Deutschlandtournee. Sie veröffentlichte eigene Editionen der Sonaten von Beethoven und Mozart sowie der Kompositionen von Robert Schumann. Zimmermann zog 1878 nach dem Tod von Francis Goldsmid, des Ehemannes der Feministin Lady Louisa Goldsmid, bei dieser ein. Zimmermann soll Goldsmid 18 Jahre "Aufmerksamkeit geschenkt" haben und den beiden wurde eine Beziehung nachgesagt.
Mehrere Komponisten wie zum Beispiel George Alexander Macfarren seine Three Sonatas (1880) und Michele Esposito seine Ballades, Op. 59 (1907) widmeten ihr Werke.

## Werke
Zimmermann komponierte Musik für Kammermusik, Klavierwerke und Gesangsstücke.
Ausgewählte Werke sind:
- Three sonatas für Piano und Violine, Opp. 16, 21 and 23
- Cello Sonata, Op. 17 (veröffentlicht 1872 bei Schott)
- Trio for piano, violin and cello, Op. 19
- Presto alla Tarantella, Op. 15[1]